# 황 프로젝트
황 프로젝트는 2008년 데뷔한 대한민국의 3인조 음악 그룹이다.

## 음반
- Hwang Project Vol.1 - Welcome To The Fantastic World (2008)
- Jelly Christmas 2011 (2011)